# Michael Gray
Michael Anthony Shefford Gray (Croydon, Londen, 25 juli 1966) is een Brits DJ en housemuziekproducent van, en is gevestigd bij het muzieklabel Altra Moda Music. Hij is ook een van de twee mannen achter het populaire houseproductieduo Full Intention.
Zijn eerste grote hit was een housenummer in de "mutant disco"-stijl, getiteld The Weekend. Het nummer werd een grote hit en stond in de top 10 in Engeland, en werd meer dan 20.000 keer gedraaid op de radio. In de Verenigde Staten was The Weekend ook een top 10-hit in de Billboard's Hot Dance Airplay-hitlijst, waar het werd uitgebracht door Ultra Records. De opvolger van The Weekend heette Borderline en werd ingezongen door Shelly Poole, bekend van het Top 20-scorende Alisha's Attic. Het nummer kwam uit op 24 juli 2006. Het stond op nummer 3 in de ARIA Club Chart en op nummer 12 in de UK Singles Chart (Engelse hitlijst). In 2013 bracht hij de single Chasing Shadows met Danielle Senior uit.

## Discografie

### Studioalbums
- Analog Is On (2007, Japanse uitgave)
- The Weekend (2007, Japanse uitgave)

### Hitlijsten
| Single met eventuele hitnotering(en) in de Nederlandse Top 40 | Datum van verschijnen | Datum van binnenkomst | Hoogste positie | Aantal weken | Opmerkingen             |
| ------------------------------------------------------------- | --------------------- | --------------------- | --------------- | ------------ | ----------------------- |
| The Weekend                                                   | 2004                  | 06-11-2004            | 12              | 10           | Dancesmash op Radio 538 |

### Singles
- "Whatcha Gonna Do", met Maria Lawson (2004)
- "The Weekend" (2004)
- "Borderline", met Shelly Poole (2006)
- "Somewhere Beyond", met Steve Edwards (2007)
- "Ready for This", met Nanchang Nancy (2008)
- "Piece of You", met  Laura Kidd (2011)
- "Can't Wait for the Weekend", met Roll Deep (2012)